# Поляризация химической связи
Поляризация химической связи — асимметрия (смещение) электронной плотности, связывающей молекулярной орбитали ковалентной связи.
Если атомы, образующие ковалентную связь, одинаковы и несут одинаковые или близкие по электроотрицательности заместители, распределение электронной плоскости симметрично относительно плоскости, перпендикулярной связи и пересекающей связь на равных расстояниях от атомов; такие связи называют неполярными.
В случае, когда атомы, образующие ковалентную связь различны (C-F, O-H) или несут различные заместители (H3C-CN, H3CC-CF3), электронная плотность смещается в сторону более электроотрицательного атома; такие связи называются поляризованными (полярная связь).
Полярная связь — химическая связь, обладающая постоянным электрическим дипольным моментом вследствие несовпадения центров тяжести отрицательного заряда электронов и положительного заряда ядер. Большинство ковалентных связей являются полярными. Молекулы с полярной связью обычно гораздо более реакционноспособны, чем неполярные молекулы. Полярность связи не следует отождествлять с полярностью молекул, которая зависит также от геометрического расположения атомов в молекуле. Поляризация связей вносит существенный вклад в электрический дипольный момент молекулы.
Дипольный момент поляризованной связи может вызывать поляризацию соседних связей в молекуле (индуктивный или I-эффект), однако такой эффект быстро слабеет по цепи σ-связей. В случае наличия в молекуле системы сопряжённых π-связей возможно сильное влияние мезомерного или M-эффекта делокализации электронов на поляризацию связи — вплоть до обращения поляризации. В качестве иллюстрации такого влияния можно привести распределение электронной плотности в молекулах пирролидина и пиррола: если в первом случае дипольный момент составляет 1.6 D и направлен к более электроотрицательному атому азота, то во втором — 1.8 D и направлен от азота к циклу (см. Рис.).